# 內華達鎮區 (堪薩斯州內斯縣)
內華達鎮區（英語：Nevada Township）為美國堪薩斯州內斯縣轄下的鎮區。2010年美国人口普查中該鎮區人口有415人。

## 地理
內華達鎮區涵蓋總面積為277.57平方（107.17平方英里），其中277.45平方（107.12平方英里）為陸地，0.11平方（0.042平方英里）或0.04%為水域。海拔高度765（2,510英尺）。

## 人口統計
根據2010年美國人口普查，內華達鎮區人口有415人，住房242戶，人口密度為1.5人/每平方公里。此鎮區居民之種族中，白人有406人，非裔美國人有1人，美洲原住民有0人，亞裔美國人有0人，太平洋島裔美國人有0人，其他種族有5人，混血種族則有3人。此外此鎮區有7人為西班牙裔或拉丁裔美國人。

## 交通

### 主要公路
- 283號美國國道
- 4號堪薩斯州州道